# English Dogs
English Dogs ist eine englische Crossover-Band aus Grantham, die im Jahr 1981 gegründet wurde. Seit dem Jahr 2012 existieren zwei Besetzungen für die Band, wobei die seit dem Jahr 2012 existierende nur live zum Einsatz kommt.

## Geschichte
Die Band wurde im Oktober 1981 gegründet und spielte im Juni 1982 ihr erstes Demo namens Show No Mercy ein. Die Band bestand in ihrer Anfangszeit aus dem Schlagzeuger Andrew „Pinch“ Pinching, dem Gitarristen Jon Murray, dem Sänger Peter „Wakey“ Wakefield und dem Gitarristen Greg. Nachdem Bassist Mark „Wattie“ Watson zur Band gekommen war, folgten die ersten Auftritte. Die Gruppe ging dabei auch zusammen mit Bands wie GBH und One Way System auf Tour. Bei ihrem zweiten Auftritt spielte die Band zusammen mit The Destructors und lernte dabei den Gitarristen Gizz Butt kennen, welcher der Band 1984 als Gitarrist beitreten sollte. Durch eine Empfehlung seitens GBH erlangte die Band einen Vertrag bei Clay Records. worüber 1983 die EP Mad Punx & English Dogs erschien. Im Sommer 1984 schloss sich das Debüt Invasion of the Porky Men an. Das Album wurde im März des Jahres in den Strawberry Studios aufgenommen und von Mike Stone und Chris „Iceman“ Nagle produziert. Nachdem es nach einigen Deutschlandtourneen zu Gewaltausschreitungen gekommen war, verließ Sänger Wakefield die Band und wurde durch Troy McDonald ersetzt. Zudem kam mit Tracy Abbott ein zweiter Gitarrist zur Band. Diese Besetzung hielt jedoch nur ein Demo lang an, welches die Gruppe jedoch nicht zufriedenstellte. Als Gitarrist kam durch Bassist Watson Gizz Butt zur Band. Nach einer gemeinsamen Probe, folgte der erste Auftritt mit Butt zusammen mit The Abrasive Wheels. Zudem folgte 1984 über Rot Records die EP To the End of the World, worauf Adrian „Adie“ Bailey als neuer Sänger zu hören war. Die EP wurde in den Cargo Studios in Rochdale mit Produzent Ian McNay aufgenommen. Kurz nach den Aufnahmen begann die Band mit den Arbeiten zum Album Forward into Battle, das 1985 erschien. Anfang 1986 unterzeichnete die Gruppe einen Vertrag bei Under One Flag. Es folgte die EP Metalmorphosis und das Album Where Legend Began. Kurz vor den Aufnahmen des Albums hatte Gitarrist Murray die Band verlassen, sodass Butt alle Gitarrenspuren einspielte. Kurz nach der Veröffentlichung des Albums verließ Schlagzeuger Pinching die Besetzung. Als Gitarrist kam Jamie Martin zur Besetzung, während Spikey Smith das Schlagzeug spielte. Nach einem Auftritt in Birmingham verließ Sänger Bailey die Besetzung, ehe sich die Gruppe komplett auflöste.
Im Jahr 1993 fand die Band wieder zusammen und bestand aus dem Gitarristen Butt, dem Sänger Wakefield, dem Schlagzeuger Pinching, dem Gitarristen Murray und dem Bassisten Watson. Diese Besetzung hielt jedoch nur fünf Auftritte lang an, ehe sie aufgrund persönlicher Spannung zerfiel. Danach verließen Murray und Watson die Band wieder. Zur selben Zeit hatte die Band zudem einen Vertrag bei dem deutschen Label Impact Records unterzeichnet. Nachdem Bassist Stuart West zur Band gekommen war, folgten Auftritte in Großbritannien. Anfang 1994 begab sich die Gruppe in die Outrider Studios in Northampton, um das Album Bow to None aufzunehmen, welches noch im selben Jahr erschien. Nach einer sechswöchigen Deutschlandtournee verließen Sänger Wakefield und Bassist West die Band. Als neuer Sänger kam Stu Pid zur Besetzung, während Swapan „Shop“ Nandi den Bass spielte. In dieser Aufstellung nahm die Gruppe die EP What a Wonderful Feeling… to Be Fucked by Everyone auf, die unter anderem eine Coverversion von dem Stiff-Little-Fingers-Lied Wasted Life enthielt. Die EP erschien 1995 über Retch Records. Nach einer Tour durch Skandinavien zusammen mit Chaos UK, verließ Sänger Pid die Band wieder, sodass Butt nun auch zusätzlich den Gesang übernahm. Es folgte noch im selben Jahr das Album All the World's a Rage über Impact Records. Danach löste sich die Band erneut auf, wobei Butt The Prodigy beitrat. 1996 fand sich die Band in der Besetzung, in der All the World's a Rage aufgenommen wurde, zusammen, um noch ein Konzert zu spielen, ehe Butt die Band Janus Stark gründete. Im Jahr 2002 gründeten Pinching, Wakefield, Murray und Stuart West die Band neu und spielten im selben Jahr auf dem Holidays in the Sun und 2003 in den USA. Butt war dort ein paar Monate vorher schon mit seiner Band Atwar aufgetreten, wobei er einige English-Dog-Lieder spielte. Promoter hatten bei einigen Auftritte die Band als English Dogs angepriesen, um höhere Zuschauerzahlen zu erlangen. Im Jahr 2012 fand sich die Besetzung vom Album Forward into Battle wieder zusammen, sodass die Band aus dem Bassisten Craig Christy, dem Schlagzeuger Andrew Pinching, den Gitarristen Gizz Butt und Ryan Christy und dem Sänger Adrian Bailey bestand. Die Gruppe ging in dieser Besetzung auf US-Tournee zusammen mit Toxic Holocaust, Havok und The Casualties.
Andy Pinching, Adie Bailey und Gizz Butt verkündeten, dass 2014 das erste gemeinsame Album seit Where Legend Began (1986) erscheinen wird. Dies geschieht unter dem Namen English Dogs. Dies geschieht nach der positiven Resonanz auf die USA-Wiedervereinigungstour 2012, auf der die Band durch Craig Christy und Ryan Christy abgerundet wurde. Das Album wird The Thing With Two Heads heißen.

## Stil
Die Band spielte in ihrer Anfangszeit Hardcore Punk, der an Bands wie Discharge und Black Flag erinnerte. Ab der EP To the End of the World nahmen die Einflüsse aus dem Thrash Metal verstärkt zu. Dies kam vor allem durch das Hinzustoßen vom Gitarristen Butt und Sänger Bailey, der eine rauere, von der Tonlage höhere Stimme hatte. Das Album Forward into Battle lässt sich klanglich mit Metal-Bands wie Voivod, Warfare, Tank und Venom vergleichen, wohingegen kaum noch Hardcore-Punk-Einflüsse hörbar sind. Die Band klingt zudem auch stellenweise wie Corrosion of Conformity. Auf Where Legend Began hatte sich die Band komplett vom Hardcore Punk ab- und dem Heavy Metal zugewandt, nachdem sie auf der EP Metalmorphosis noch eine Mischung aus Thrash Metal und Hardcore Punk gespielt hatte.

## Diskografie
- Show No Mercy (Demo, 1982, Eigenveröffentlichung)
- Mad Punx & English Dogs (EP, 1983, Clay Records)
- Invasion of the Porky Men (Album, 1984, Clay Records)
- To the Ends of the Earth (EP, 1984, Rot Records)
- Forward into Battle (Album, 1985, Rot Records)
- Metalmorphosis (EP, 1986, Under One Flag)
- Where Legend Began (Album, 1987, Under One Flag)
- Bow to None (Album, 1994, Century Media)
- What a Wonderful Feeling… to Be Fucked by Everyone (EP, 1995, Retch Records)
- All the World’s a Rage (Album, 1995, Impact Records)
- Sei was Du bist (Single, 1996, Impact Records)
- I’ve Got a Gun! (Live-Album, 2001, Retch Records)
- This Is Not a War? (Kompilation, 2002, Retch Records)
- Psycho Killer (DVD, 2006, Cherry Red Films)
- Tales from the Asylum (EP, 2008, Eigenveröffentlichung)
- Get off My Fucking Moon (EP, 2011, Eigenveröffentlichung)
- The Dog Bastard CD (Split mit Bastard Squad, 2013, Eigenveröffentlichung)